# Kirklees
Kirklees es uno de los cinco municipios metropolitanos que forman el condado metropolitano de Yorkshire del Oeste (Inglaterra). Limita al nordeste con Bradford y Leeds, al este con Wakefield, al sur y sudeste con Yorkshire del Sur, al suroeste con Derbyshire y el Gran Mánchester, y al noroeste y al norte con Calderdale.

## Historia
El distrito se formó el 1 de abril de 1974 por las disposiciones de la Ley de Gobierno Local de 1972 como parte de una reforma del gobierno local en Inglaterra. Once antiguos distritos del gobierno local se fusionaron: los condados de Huddersfield y Dewsbury, los municipios de Batley y Spenborough y los distritos urbanos de Colne Valley, Denby Dale, Heckmondwike, Holme Valley, Kirkburton, Meltham y Mirfield.
El nombre Kirklees fue elegido por los consejos de fusión de más de cincuenta sugerencias, incluidas Upper Agbrigg, Brigantes y Wooldale. Fue nombrado después de Kirklees Priory, lugar legendario de entierro de Robin Hood, situado a medio camino entre Huddersfield y Dewsbury. El priorato estaba ubicado dentro de la actual finca de Kirklees Park, la mayoría de los cuales se encuentra en el barrio vecino de Calderdale.
Según el borrador original de la Ley, el distrito habría incluido a Ossett, parte de la circunscripción parlamentaria de Dewsbury en ese momento. Finalmente se decidió que Ossett era demasiado remoto para ser gobernado desde Huddersfield y la ciudad se incluyó en el distrito de Wakefield.

## Demografía
Según el censo de 2001, Kirklees tenía 388 567 habitantes (48,6% hombres, 51,4% mujeres). Un 21,61% de ellos eran menores de 16 años, un 71,44% tenían entre 17 y 74, y un 6,94% eran mayores de 75. El 85,61% de la población era de raza blanca, el 11,35% asiáticos, el 1,39% mestizos, el 1,35% negros, y el 0,29% chinos o de otro grupo étnico. Reino Unido era el lugar de origen más común (92,2%), seguido por Pakistán (2,78%) e India (1,62%). La religión más profesada era el cristianismo con un 67,2% de la población, seguida por el islamismo con un 10,12%, el sijismo con un 0,7%, el hinduismo con un 0,31%, el budismo con un 0,1%, y el judaísmo con un 0,04%, mientras que el 14,01% no era de ninguna.
El 43,77% de los habitantes de estaban solteros, el 41,19% casados, el 1,85% separados, el 6,69% divorciados y el 6,5% viudos. La población económicamente activa se situó en 184 530 habitantes, de los que un 90,77% tenían empleo, un 5,05% estaban desempleados, y un 4,17% eran estudiantes a tiempo completo.
Kirklees tenía una superficie total de 408,6 km² y la densidad de población era de 951 hab/km². Había 7439 hogares sin ocupar y 159 031 con residentes. Un 30,26% de ellos estaban habitados por una sola persona, un 10,37% por padres solteros con o sin hijos dependientes, y un 57,59% por parejas, el 48,49% casadas y el 9,1% sin casar, de igual forma, con o sin hijos dependientes en ambos casos.